# Bartoszewo (Zębówiec)
Bartoszewo – kolonia wsi Zębówiec w Polsce, położona w województwie kujawsko-pomorskim, w powiecie toruńskim, w gminie Obrowo.
W latach 1975–1998 kolonia administracyjnie należała do województwa toruńskiego.